# Музей за изящни изкуства (Будапеща)
Музеят за изящни изкуства (на унгарски: Szépművészeti Múzeum; на английски: Museum of Fine Arts) е галерия за чуждестранно изкуство в унгарската столица Будапеща. Разположен е на „Площада на героите“ в края на булевард „Андраши“.
Сградата на музея е построена в периода 1900 – 1906 г. в неокласически стил, по проект на архитектите Алберт Шикеданц и Фюльоп Херцог. Галерията притежава една от значимите световни сбирки на произведения на изкуството, обхващаща широк период от античността до началото на ХХ век.

## История
На сесия на унгарския парламент през 1896 година е приет закон, според който колекциите от произведения на изкуството, съхраняващи се от различни институции в различни галерии, да бъдат обединени в единна сбирка на новоучредения музей за изящни изкуства. На базата на конкурс, архитектите Алберт Шикеданц и Фюльоп Херцог са избрани да проектират сградата на музея, която отваря врати през 1906 година. През 1957 година е основана „Националната галерия“ в залите на двореца в стария град Буда, където се преместват произведенията на унгарското изкуство.

## Колекции

### Древен Египет
Музеят съдържа втората най-голяма сбирка на антично египетско изкуство в Централна Европа. Колекцията съдържа около 4000 предмета. Събрана е както от покупки с унгарския египтолог Едуард Малер през 1930-те години, така и от осъществената в началото на ХХ век унгарско-полска археологическа експедиция в Централен Египет и други последващи международни експедиции, които обогатяват сбирката. Сред забележителните експонати са: статуя на принц Шешонк от IX век пр.н.е., бронзова седяща котка от III век пр.н.е., както и една от последните придобивки – 4000-годишна магическа пръчка с резкѝ от зъби на хипопотам.

### Класическа античност
Колекцията възлиза на повече от 5000 предмета. Състои се от мраморни скулптури, текстил и керамика, както и експонати от бронз и стъкло. Сбирката обхваща целия период, определян като класическа античност с гръцко, етруско, римско и гръко-египетско изкуство. Около 1000 единици от цялата колекция са изложени в залите на постоянната експозиция. Сред тях са: древногръцка статуя на девойка, известна като „будапещенската танцьорка“; бронзова кана – шедьовър от гръцките ковашки занаяти; древноримски релефни плочи от прочутата серия, изобразяваща сцени от Битката при Акциум.

### Стари майстори XIII-XVIII век
Сбирката съдържа около 3000 произведения на изкуството, обхващащи в пълна степен развитието на европейската живопис от XIII до края на XVIII век. Сърцевината на колекцията е съставена от 700 картини от унгарската благородническа фамилия Естерхази.
Италианската секция е представена с работи от Джото и Дучо ди Буонинсеня от началото на разглеждания период, през произведенията на ренесансовите майстори Рафаел, Джорджоне, Тициан, Тинторето и Веронезе до времето на Тиеполо.
Бисерът на нидерландските художници е Проповед на свети Йоан Кръстител от Питер Брьогел Стария. Шедьоври на Ван Дайк, Франс Халс и Якоб Йорданс ни дават представа за златната епоха на фламандската живопис от XVII век.
Испанската секция с творби на Ел Греко, Диего Веласкес, Рибера и Гоя е сред най-значителните от вида си в Европа. Работи на Ханс Холбайн Стария, Лукас Кранах и Дюрер обогатяват сбирката на германско и австрийско изкуство. Френската част, въпреки че е скромна като количество, съдържа творби на Пусен и Клод Лорен. Британската живопис е представена от Джошуа Рейнолдс и Джон Констабъл.

### Скулптура
Колекцията обхваща историята на европейската скулптура от средновековието до ХІХ век. Съдържа около 600 единици от бронзови пластики и произведения от дърво. Сред значимите експонати са статуетка на конник от Леонардо да Винчи и „Тъгуващия мъж“ на Верокио.

### Рисунки и гравюри
Обгръщаща цялата история на възпроизводствените техники, със своите близо 10 000 рисунки и 100 000 отпечатъка, колекцията включва поредица от уникални работи на автори, като Леонардо да Винчи, Рафаел, Дюрер, Алтдорфер, Пусен, Рембранд, Гоя, Дьолакроа, Едуар Мане, Винсент ван Гог, Пол Сезан и др. Поради високата чувствителност на хартията към светлината, от сбирката се организират само временни кратки експозиции на ротационен принцип.

### Изкуство след XVIII век
Колекцията съдържа около 1000 работи на живописта и скулптурата от XIX и ХХ век. Френската секция обхващаща периода от романтизма до постимпресионизма включва работи на Дьолакроа, Курбе, Мане, Моне, Пол Сезан и Гоген, както и скулптура на Огюст Роден. Австрийският бидермайер е представен от платна на Валдмюлер, Амерлинг и Данхаусер. Произведения от Оскар Кокошка, Маурис Утрильо, Шагал и др. представят изкуството от началото на ХХ век.

## Избрани произведения

### Стари майстори
- Доменико Гирландайо – Свети Стефан първомъченик, около 1490 година
- Джентиле Белини – Портрет на Катерина Корнаро – кралица на Кипър, около 1500 година
- Антонио да Кореджо – Мадоната с младенеца и ангел, около 1525 година
- Рафаел – Портрет на Пиетро Бембо, 1504 – 1506 година
- Рафаел – Мадоната Естерхази, 1508 година
- Джорджоне – Портрет на младеж, около 1510 година
- Тициан – Портрет на дожа Маркантонио Тревисани, около 1553 година
- Веронезе – Портрет на мъж, около 1555 година
- Анибале Карачи – Христос и самарянката, около 1597 година
- Бернардо Белото – Пиаца Синьория, Флоренция, 1745 – 1750 година
- Ел Греко – Благовещение, около 1600 година
- Диего Веласкес – Селяни на маса, около 1619 година
- Рибера – Мъченичеството на свети Андрей, около 1628 година
- Сурбаран – Свети Андрей, 1630-те години
- Бартоломе Естебан Мурильо – Малкият Христос подава хляб на поклонниците, 1678 – 1679 година
- Гоя – Носачката на вода, около 1810 година
- Питер Брьогел Стария – Проповед на свети Йоан Кръстител, около 1566 година
- Ван Дайк – Йоан богослов, 1614 – 1616 година
- Франс Халс – Портрет на мъж, 1634 година
- Дюрер – Портрет на младеж, 1610-те години
- Лукас Кранах Стария – Христос и жената хваната в прелюбодеяние, 1532 година